# 小學館集英社製作
株式會社小學館集英社製作（日語：株式会社小学館集英社プロダクション），簡稱「ShoPro」，是一橋集團小學館暨集英社旗下，位於東京都千代田區神田神保町的企業。

## 概要
- 1967年6月26日設立，社名「株式会社小学館製作」（Shogakukan Production Co., Ltd.）。以學齡前兒童教育、商品授權、節目企劃及制作業務為主。
- 2008年6月30日，接受集英社合資，公司改称現名。因此動畫化企劃製作不只小学館，也有集英社作品（例如《爆漫王。》）。此外，於2009年導入同集團白泉社的參股投資。
- 海外擴展方面，除歐美碧日企業外，亦參與台灣小學館的投資。

## 海外相關企業
- VIZ Media, LLC
- VIZ Media Europe, S.A.R.L.
- Shogakukan Production Holdings, Inc.
- 台灣小學館股份有限公司（Taiwan Shogakukan Inc.，TSGK）

## 外部連結
- 小学館集英社プロダクション （页面存档备份，存于）（日語）（英文）
- ShoPro授權業務網站 （页面存档备份，存于）（日語）（英文）
- 小学館集英社プロダクション 公共事業サポート （页面存档备份，存于）
- ShoPro Books （页面存档备份，存于）
- ShoPro Vietnam （页面存档备份，存于）
- ShoPro的X（前Twitter）（日語）
- 小学館集英社プロダクション（ShoPro）的Facebook專頁（日語）
- YouTube上的小学館集英社プロダクションチャンネル頻道